# Малев, Иван Амплеевич
Малев Иван Амплеевич (22 ноября 1910, Козляковка, Саратовская губерния — 22 декабря 1978, Новостройка, Кемеровская область) — советский агроном

, Герой Социалистического Труда.

## Биография
Родился в крестьянской семье в селе Козляковка (ныне — в Кузнецком районе Пензенской области). С юности работал в сельском хозяйстве, с 1932 года получал образование агронома в Мичуринском садово-огородном институте. После института стал работать агрономом в Сталинске на машинно-тракторной станции. Вступил в ВКП (б) в 1940 году.
Участвовал в Великой Отечественной войне в звании капитана в должности начальника связи 486-го Пушечного артиллерийского полка 6-й артиллерийской Мозырьской Краснознамённой дивизии прорыва. Воевал на Западном, Брянском и 1-м Белорусском фронтах. Награждён медалью «За боевые заслуги», орденами Отечественной войны II степени и I степени.
После демобилизации вернулся в Сталинск в должности старшего агронома. За время его работы на момент 1947 года была повышена урожайность ржи и пшеницы, картофеля, за что Ивану Амплеевичу было присвоено звание Героя Социалистического Труда 6 марта 1948 года. В 1964 году перешёл на работу на опытную сельскохозяйственную станцию, где возглавлял опытные работы повышения урожайности овощей, картофеля и черной смородины высаженных в открытом грунте, его группа вывела гибрид скороспелого томата.
С 1966 года стал получать персональную пенсию как деятель, имеющий особые заслуги перед государством. Умер 22 декабря 1978 года в посёлке Новостройка.

## Награды[4]
- Медаль «За боевые заслуги» (30.07.1943)
- Медаль «За оборону Москвы» (01.05.1944)
- Орден Отечественной войны II степени (19.08.1944)
- Орден Отечественной войны I степени (11.01.1945)
- Орден Богдана Хмельницкого III степени (16.05.1945)
- Орден Ленина (06.03.1948)[1]
- Золотая медаль «Серп и молот» (06.03.1948)[1]